# Polyphylla ratcliffei
Polyphylla ratcliffei är en skalbaggsart som beskrevs av Young 1986. Polyphylla ratcliffei ingår i släktet Polyphylla och familjen Melolonthidae. Inga underarter finns listade i Catalogue of Life.